# Bougainville, Somme
Bougainville là một xã ở tỉnh Somme, vùng Hauts-de-France, Pháp.

## Địa lý
Thị trấn này tọa lạc trên đường D141, khoảng 15 dặm Anh về phía tây của Amiens.

## Dân số
| 1962                                                           | 1968 | 1975 | 1982 | 1990 | 1999 | 2006 |
| -------------------------------------------------------------- | ---- | ---- | ---- | ---- | ---- | ---- |
| 353                                                            | 358  | 374  | 406  | 413  | 409  | 485  |
| Số liệu điều tra dân số từ năm 1962, dân số không tính hai lần |      |      |      |      |      |      |

## Địa điểm nổi bật
- Nhà thờ Saint-Arnould (thế kỷ 18)
- Dấu tích của biệt thự Gallo-roman.